# Pangrapta albiguttata
Pangrapta albiguttata là một loài bướm đêm trong họ Erebidae.